# Étienne-Martin
Pour les articles homonymes, voir Étienne Martin (homonymie) et Martin.
Étienne Martin, dit Étienne-Martin, né à Loriol-sur-Drôme le 4 février 1913 et mort à Paris 13e le 21 mars 1995, est un sculpteur français majeur du XXe siècle. Il fut élu à l’Académie des beaux-arts le 17 juin 1970, section Sculpture, au Fauteuil V.
Son travail est marqué par l'abstraction, l'expressionnisme et l'expérimentation. Ses matières de prédilection sont le bronze et le bois de différentes essences. Il utilise aussi le tissu. Il réalise un mélange des genres de la sculpture et de l'architecture, qui va de pair avec un goût pour le monumental, notamment dans la seconde moitié de sa vie artistique. Le cycle des XX Demeures interroge les concepts de temps et d’espace.

## Biographie
Né le 4 février 1913 à Loriol dans la Drôme où il passe son enfance, il étudie au lycée à Valence. En 1929, Étienne-Martin, alors âgé de 16 ans, entre à l'École nationale supérieure des beaux-arts de Lyon et rencontre Jean Bertholle. En 1930, il fait la connaissance du galeriste lyonnais Marcel Michaud. Il suit les cours des beaux-arts jusqu'en 1933. Cette année-là, il gagne le Prix de Paris, ce qui lui permet de se rendre dans la capitale. En 1934, à Paris, il travaille dans l'atelier de Charles Malfray à l'Académie Ranson où il se lie avec les peintres Roger Bissière, Jean Le Moal, Alfred Manessier, Zelman, Véra Pagava et le sculpteur François Stahly. Ces artistes font  partie du groupe Témoignage, qu'il a fondé à Lyon avec Marcel Michaud à partir de 1936.
En 1938, Étienne-Martin épouse l'artiste céramiste Annie Talboutier (1914-1988), qu'il a rencontrée à l'Académie Ranson.
Il s'installe dans son atelier de la rue du Pot-de-Fer, dans le quartier de Mouffetard à Paris.
Plusieurs rencontres sont importantes, en particulier celle de Marcel Duchamp en 1936, On peut mentionner encore Léon Reymond, proche de Marcel Duchamp et d'André Breton, initiateur d'artistes tels que Louis Thomas et César Geoffray. Celui-ci l'incite à lire René Guénon et l'ouvre à l'ésotérisme et aux doctrines orientales et extrême-orientales, que l'auteur désigne comme "sciences sacrées". En 1937, la formation d'Étienne-Martin n'est guère freinée par la contrainte du service militaire qu'il effectue à Strasbourg; il lit Breton, Guénon, et d'autres auteurs qu'il mentionne dans ses lettres à Michaud. C'est pour l'artiste le début d'une quête métaphysique, guidée par les textes traditionnels, la symbolique ancienne et le taoïsme, tout en marquant une rupture profonde avec la pensée occidentale.
Cette idéologie se manifeste dès 1939 dans l'œuvre Nuit, anciennement appelée Femme assise, créée en 1935. Le thème de la nuit, récurrent dans l'œuvre d'Étienne-Martin, peut être vu comme un mysticisme qui ouvre au rêve, à l'univers suprasensible des doctrines orientales et ésotériques, plus que comme la métaphore du temps de préparation à la guerre.
Durant la guerre, Étienne-Martin  est mobilisé comme infirmier. Il est fait prisonnier en Allemagne pendant l'été 1940, il travaille huit mois dans une ferme, il est libéré en 1941. Il se réfugie en 1942 à Oppède avec Stahly et Zelman, dans la communauté animée par l'architecte Bernard Zehrfuss, ils reconstruisirent des villages abandonnés. En 1943-1944, il se trouve à Dieulefit (Drôme) où il se lie avec l'écrivain Henri-Pierre Roché. Il s'installe à Mortagne-au-Perche en Normandie, il sculpte une Pietà en bois de tilleul entre 1944 et 1945. De retour à Paris en 1947 il vit chez Roché qui lui fait rencontrer Brancusi, Dubuffet, Henri Michaux. Il fréquente la communauté de Georges Gurdjieff pendant une dizaine d'années.
En 1951, il fait la connaissance de James-Jacques Brown, peintre et sculpteur d'œuvres monumentales, ils vont devenir des amis proches, Etienne Martin va promouvoir l'œuvre de Brown, aidant à le faire connaître.
En 1952, Étienne-Martin conçoit un projet d'église pour le quartier de Bron-Parilly près de Lyon. Jamais réalisée, cette commande qu'il doit à Marcel Michaud, est connue par quelques croquis (Lyon, musée des beaux-arts, Fonds Marcel Michaud) et trois maquettes (collection particulière). Conçu en pleine querelle de l'art sacré, le projet est contemporain de la construction de la Chapelle Notre-Dame-du-Haut à Ronchamp par Le Corbusier. Étienne-Martin commence en 1954 la série des Demeures qui l'ont rendu célèbre. Ces œuvres à la croisée de la sculpture et de l'architecture font référence à sa maison d'enfance dont il tente de reproduire l'originalité et l'atypisme.
Il reçoit en 1966  le Grand Prix international de sculpture  à la 33e Biennale de Venise.
Il exerce, de 1968 à 1983 à l'École nationale supérieure des beaux-arts de Paris, comme professeur pour la sculpture monumentale. Il est élu en 1971 à l'Académie des beaux-arts.

### Expositions
En 1972, une exposition Étienne-Martin est présentée au Musée Rodin. En 1984, une exposition de l'ensemble de ses Demeures est présentée au Centre Pompidou à Paris. Une exposition lui est consacrée en 1996 à la Fondation de Coubertin (Saint-Rémy-lès-Chevreuse, Yvelines). Une autre lui rend hommage en 1997 au Musée des Beaux-Arts de Clermont-Ferrand (actuel Musée d'art Roger-Quilliot). En 2010 (juin à septembre), une exposition est présentée au Centre Pompidou, hommage rendu à l'artiste à travers la présentation d'un ensemble de quinze sculptures, des dessins, des carnets personnels et des photographies de son atelier. Elle est ensuite montrée à Vannes au musée de la Cohue (juin 2011 - septembre 2011) dans le cadre du programme « Centre Georges Pompidou hors-les-murs ». D'octobre 2011 à janvier 2012, la première rétrospective de l'artiste est présentée lors d'une exposition au musée des Beaux-Arts de Lyon.
Il meurt le 21 mars 1995 à Paris 13e, et est inhumé dans la 13e division du cimetière du Père-Lachaise (13e division), quelques jours avant l'inauguration de sa dernière œuvre, une commande de l'État et de la Ville de Paris, destinée au parvis de la Bibliothèque nationale
Sa seconde épouse, née Marie-Thérèse Le Balch en 1915, est morte le 24 juin 2014 à Ivry-sur-Seine.

## Décorations
- Commandeur de l'ordre des Arts et des Lettres Il est fait commandeur le 25 novembre 1993[11].

## Collections publiques
En Belgique
- Anvers, Musée de Sculpture en plein air de Middelheim : Demeure
- Musées royaux des beaux-arts de Belgique

Au Canada
- Musée national des beaux-arts du Québec : Demeure III, 1960

Aux États-Unis
- Art Institute of Chicago
- New York, musée Solomon R. Guggenheim

En France
- Amiens, près de l'église Saint-Leu : Demeure 4, 1961
- Cassis
  - La Durance à Sisteron, huile sur toile, 56 × 80 cm[12]
- Clermont-Ferrand, place du 1er Mai : Demeure XX - Terrasses de la Terre et de l'Air, 1989, dépôt du Centre national des arts plastiques[13]
- Musée des beaux-arts de Dijon : Tête aux mains, 1950-1951, bronze
- Musée de Grenoble :
  - La Nuit ouvrante, 1948, bronze
  - Le Collier de la nuit
  - Les Eaux souterraines du désir, 1985, matériaux divers
- Musée des Beaux-Arts de Lyon :
  - Le Cerbère, 1977, châtaignier, achat du musée en 1985.
  - Femme debout, bronze, achat du musée et Femme debout, plâtre, don au musée en 1994.
  - Pietà, 1945, tilleul, acquis en 2008.
  - Le Secrétaire (donation 2018) et Nuit II, La Nuit Nina et Les Gémeaux (acquisition 2018).
- Académie de Marseille
  - Panorama des Ports marchands entre le phare Sainte-Marie et la tour Saint-Jean, avant 1905, huile sur toile, 50 × 61 cm[12]
- Noyal-sur-Vilaine, L'Athanor, musée et parc d'Étienne-Martin, domaine du Bois Orcan :
  - Demeure XVI, 1980
  - La Corne, 1989
  - Les Fantômes, 1984
  - L'Echelle, 1991
  - Demeure IV, 1961
  - Demeure III, 1960
  - La Nuit Nina, 1951
  - La Nuit Ouvrante, 1948
  - La Tête aux mains, 1951-1989
  - Demeure I, 1954-1958
  - Demeure II, 1958-1959
  - Demeure Miroir, 1977
  - La Ribambelle, 1969
  - L'Un, l'Autre, 1985
  - Les Fantômes, 1984
  - Le Reliquaire, 1978
  - La Faille, 1990
  - Chorus, 1986
  - La Ruine, 1983
  - Le Fil du Temps, 1978
  - Fleur de Terre, 1981
  - La Tour, 1975
  - La Demeure IX - Opéra, 1964-1966
  - Fleur Machine, 1983
  - La XXI Lame de Tarot, 1969
  - Rencontre, 1984
  - L'Univers Maternel, 1981-83
  - Le Couple, 1983
  - La Tour des Noces, 1985
  - La Mariée, 1985
- Paris, 22 œuvres au Musée d'Art moderne de la ville de Paris, salle 11, Donation Étienne-Martin:, dont :
  - Le Nœud (1938)
  - La Nuit Nina (1951)
  - Tête d’Alma (1954)
  - Les Demeures, reconstitution mentale de sa maison d’enfance, dont on suit l’élaboration avec :
    - Demeure II (1958-1959)
    - Petite Demeure X (1965)
    - Le Fil du temps (1978)
    - Celle qui veille (1980)

  - Jeux et Racines, où l’arbre dicte la forme :
    - Le Petit canard (1951-1953)
    - Le Bec (1964)
    - Le Rhinocéros et L’Amandier (1969)

  - Matériaux de récupération et polychromie :
    - Le Clin d’œil (1970)
    - Main rouge (1986)

  - Grands bois de la fin de sa vie :
    - La Corne (1989)
    - L’échelle (1991)
- Paris, 44 œuvres au musée national d'Art moderne:, dont :
  - Nuit ouvrante, bois, 1945-1955
  - Grand couple, bois, 1946
  - L'idole des ramoneurs, métaux oxydés et bois, 1946
  - La Julie, bois peint, 1951
  - Le Manteau, tissus, cordes, passementeries, cuir, toile de bâche et métal, 1962
  - Abécédaire, bois et fer, 1967 (déposé au musée des Beaux-Arts de Nancy depuis 1998)
  - Mur miroir, bois peint et caoutchouc, 1979
  - Double trèfle, bois, 1985
  - Ecce homo, bois et chaînes d'acier, 1993
- Paris, jardin des Tuileries : Personnage III, 1967
- Paris, parc de Bercy : Demeure X, 1968
- Paris, quai Saint-Bernard, musée de la Sculpture en plein air : Demeure I (1954-58)
- Saint-Rémy-lès-Chevreuse, Fondation de Coubertin : Trois Personnages, 1967
- Rennes, Frac Bretagne : Abécédaire et autres lieux, 1967

Aux Pays-Bas
- Amsterdam, Stedelijk Museum

En Suisse
- Martigny, Fondation Pierre Gianadda, parc de sculptures : Grand Couple, 1947, bronze

## Élèves d'Étienne-Martin
- James Benenson de 1970 à 1978[réf. nécessaire]

#### Catalogues
- Groupe Témoignage, 1936-1943, Musée des Beaux-Arts, Lyon, 1976.
- Les Demeures, Centre Pompidou, 1984 (98 p.)  (ISBN 2858502471) .
- Marcel Michaud, Lyon, 1933-1958, Stylclair, Groupe Témoignage, Galerie Folklore, texte de Bernard Gavoty, Espace Lyonnais d'Art Contemporain, Lyon, 1989 (76 p.)  (ISBN 2906709271)
- Étienne-Martin, la donation L'Oréal, musée d'art moderne de la Ville de Paris, exposition permanente. Auteurs : Gérard Audinet, Sabrina Dubbeld, Claire Maingon, Paul-Louis Rinuy, 2008.
- Montparnasse années 30 - Bissière, Le Moal, Manessier, Étienne-Martin, Stahly… Éclosions à l’Académie Ranson, Rambouillet, Palais du roi de Rome, Éditions Snoeck, 2010  (ISBN 978-90-5349-796-8). Auteurs : Alexandra Charvier, Sabrina Dubbeld, Lydia Harambourg, Claire Maingon, Scarlett Reliquet
- Étienne-Martin, la collection du musée national d'art moderne, Paris, centre Georges Pompidou, 23 juin 2010 - 13 septembre 2010. Auteurs (par ordre alphabétique) : Jean-Paul Ameline, Sabrina Dubbeld, Fabien Faure, Doïna Lemny.
- L'Atelier d'Étienne-Martin, 22 octobre 2011 - 23 janvier 2012, sous la direction de Sylvie Ramond et de Pierre Wat, Lyon, musée des Beaux-Arts, Paris, Éd. Hazan, 2011, 304 p. Auteurs (par ordre alphabétique) : Jacques Beauffet, Sabrina Dubbeld
- Le Poids du monde. Marcel Michaud (1898-1958), sous la direction de Laurence Berthon, Sylvie Ramond et de Jean-Christophe Stuccilli (dir.), Lyon, musée des Beaux-Arts, 22 octobre 2011-23 janvier 2012, Lyon, Éd. Fages, 2011, 320 p.  (ISBN 9782849752517)

#### Articles
- François-René Martin, « Chasuble, maison, armure, pelure, peau ? Sur les usages et les significations du Manteau d'Étienne Martin architecte », Sculptures, no 1, septembre 2014, p. 19-25  (ISBN 9791024001852)
- Jean-Christophe Stuccilli, « Étienne Martin architecte. À propos du projet de l'église de la Trinité de Bron-Parilly », Sculptures, no 1, septembre 2014, p. 57-65  (ISBN 9791024001852)
- Etienne-Martin dans l'Encyclopédie Universalis, (lire en ligne)

#### Ouvrages généraux
- Ionel Jianou, Gérard Xuriguera, Aube Lardera, La Sculpture moderne en France, Paris, Arted Éditions d'Art, 1982.
- Alain Vollerin, Le groupe témoignage de Lyon, 1936-1940, Lyon, Editions Mémoire des Arts, coll. « Groupes et mouvements », 2001, 116 p. (ISBN 978-2-912544-16-2, OCLC 48870554).

#### Mémoires universitaires inédits
- Sabrina Dubbeld, Penser / Classer : le cas du sculpteur français Étienne-Martin, mémoire de master I en histoire de l'art contemporain à l'université Paris-Nanterre sous la direction de Thierry Dufrêne, 2008, 766 p.
- Sabrina Dubbeld, Étienne-Martin : un sculpteur parmi les architectes (aux côtés de Bernard Zehrfuss, Jean Le Couteur, François Stahly, etc.), mémoire de master II en histoire de l'art contemporain à l'université Paris-Nanterre sous la direction de Thierry Dufrêne, 2009, 1271 p.
- Stéphanie Jamet, Le thème de la Nuit dans l'œuvre d'Étienne-Martin, mémoire maîtrise d'histoire de l'art contemporain à l'université Paris-Sorbonne sous la direction de Serge Lemoine, 1995

### Filmographie
- Étienne-Martin, entretien avec René Deroudille, Mémoire des Arts, Lyon, 1988 (45 minutes).
- Étienne-Martin, entretien avec Michel Ragon, Mémoire des Arts, Lyon, 1994 (40,30 minutes).